# Gornja Sipulja
Gornja Sipulja (srp. Горња Сипуља) je naselje na zapadu središnje Srbije. Administrativno pripada općini Loznica u Mačvanskome okrugu.

## Stanovništvo
Prema popisu iz 2002. godine, u Gornjoj Sipulji živi 250 stanovnika od kojih je 214 punoljetno. Prema popisu iz 1991., u Gornjoj Sipulji je živjelo 339 stanovnika. Prosječna starost stanovništa iznosi 47,0 godina (46,0 kod muškaraca i 48,0 kod žena). U naselju ima 88 domaćinstava, a prosječan broj članova domaćinstva je 2,84.
Prema popisu iz 2002. godine, Gornju Sipulju gotovo u potpunosti naseljavaju Srbi.
| broj stanovnika | 849   | 875   | 870   | 745   | 522   | 339   | 250   |
|                 | 1948. | 1953. | 1961. | 1971. | 1981. | 1991. | 2002. |